# Scalmicauda astyoche
Scalmicauda astyoche är en fjärilsart som beskrevs av Sergius G. Kiriakoff 1968. Scalmicauda astyoche ingår i släktet Scalmicauda och familjen tandspinnare. Inga underarter finns listade.